# 리니어·철도관

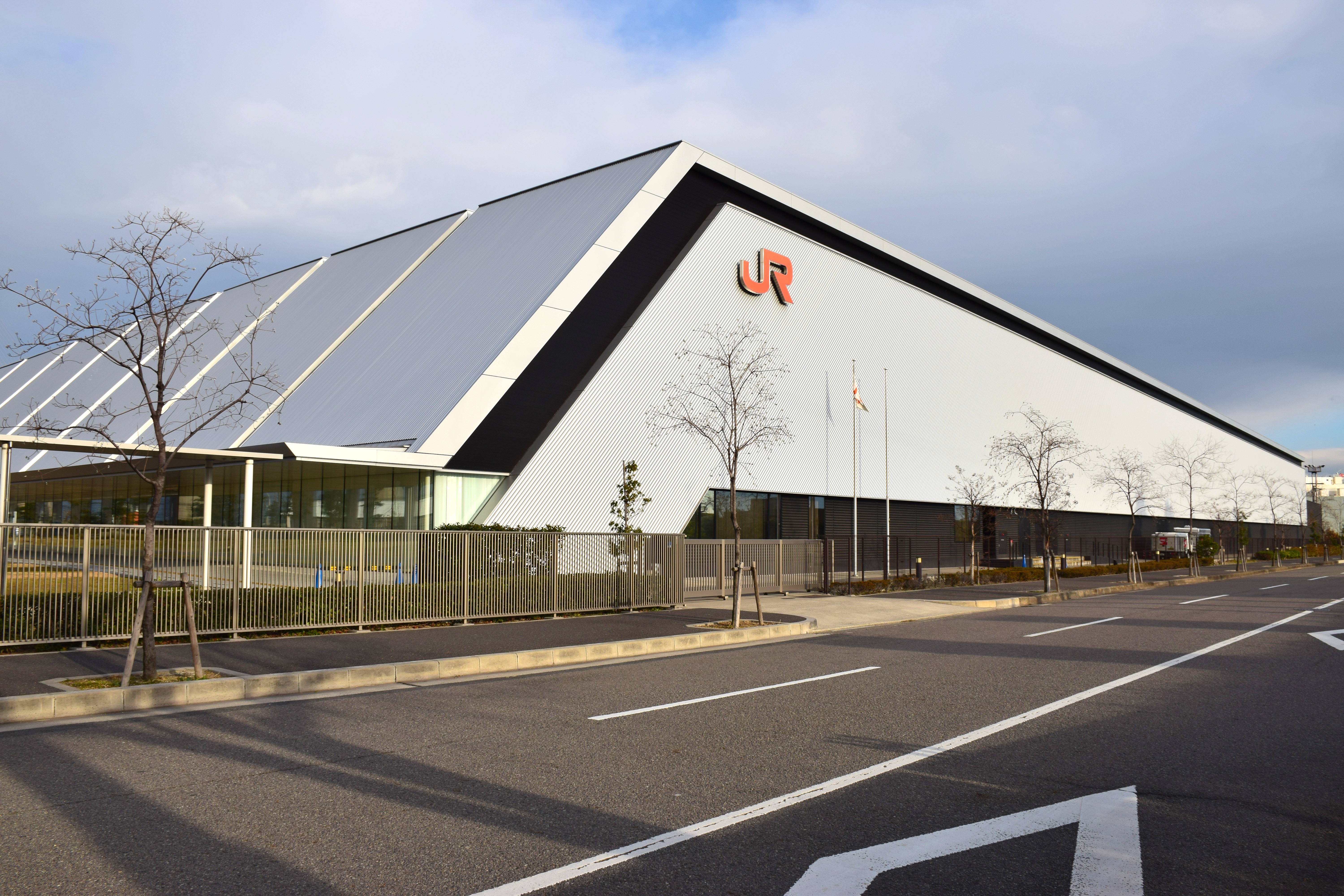
리니어·철도관 외관(2011년 3월)

리니어·철도관(일본어: リニア・鉄道館〜夢と想い出のミュージアム〜, 영어: SCMAGLEV and Railway Park)은 일본 아이치현 나고야시 미나토구에 위치한 철도 박물관이다. 도카이 여객철도가 2011년 3월 14일에 개관하였다.

## 전시 차량
- MLX01
- 신칸센 0계 전동차
- 신칸센 922형 전동차
- 신칸센 100계 전동차
- 신칸센 300계 전동차(양산선행차 J1, 양산차J21 선두차가 있다.)
- 신칸센 955형 전동차
- 게90형 증기 기관차
- C57 139
- C62 17
- ED11 2
- ED18 2
- EF58 157
- 모하1형 전동차
- 쿠모하12형 전동차
- 모하52형 전동차
- 모하63형 전동차
- 쿠하111-1
- 일본국유철도 165계 전동차
- 일본국유철도 381계 전동차
- 호지6014(증기 기관을 사용한 일본에 유일무이하게 남은 증기동차)
- 키하48036
- 일본국유철도 키하80계 동차
- 일본국유철도 키하181계 동차
- 스니30 95(객차)
- 오야31 12(객차)
- 오하35 206(객차)
- 마이네40 7(객차)
- 스하43 321(객차)
- 오로네10 27(객차)
- 일본국유철도 117계 전동차
- 일본국유철도 자동차국 버스 차량(철도박물관에서 이전)

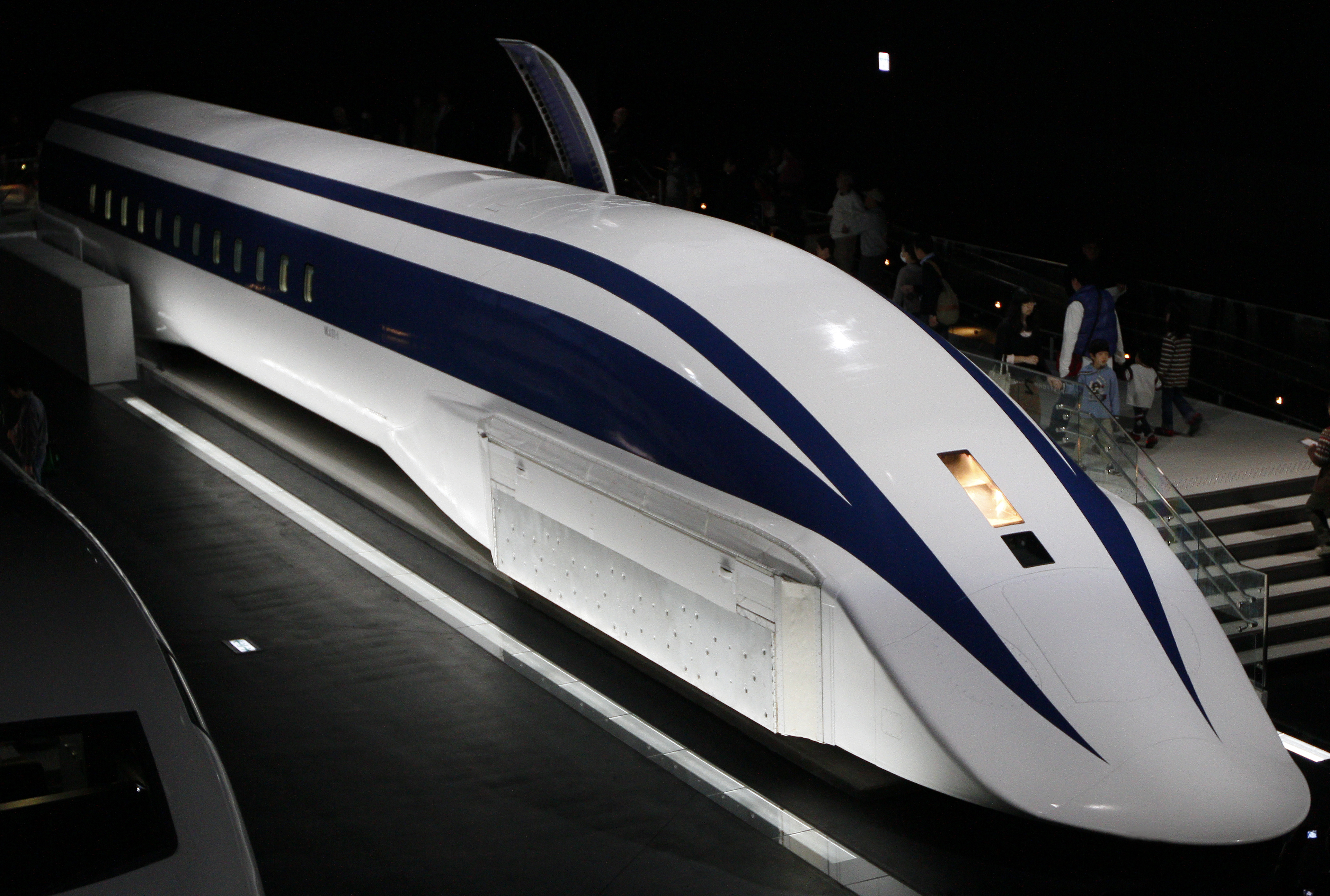
MLX01
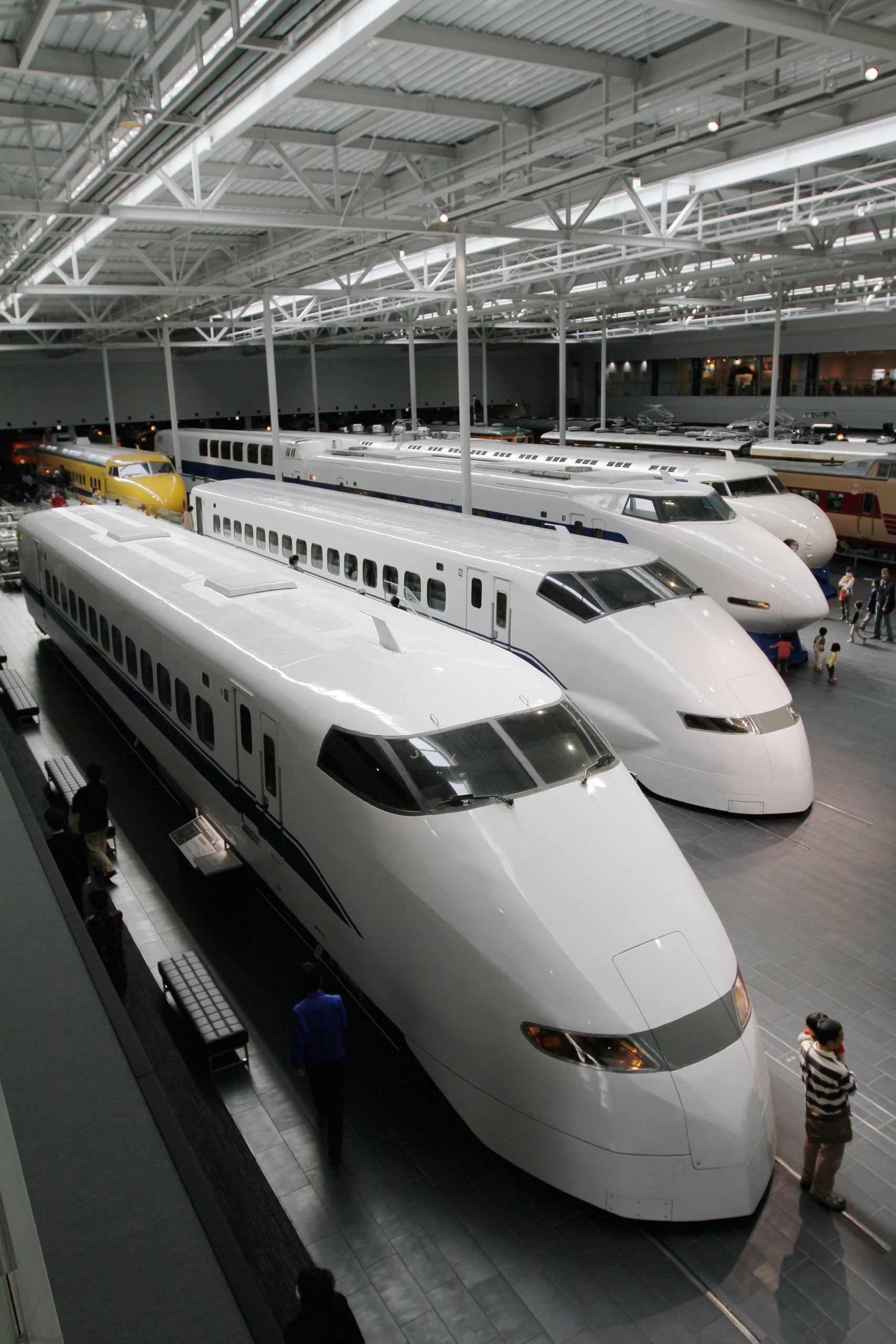
신칸센 차량들
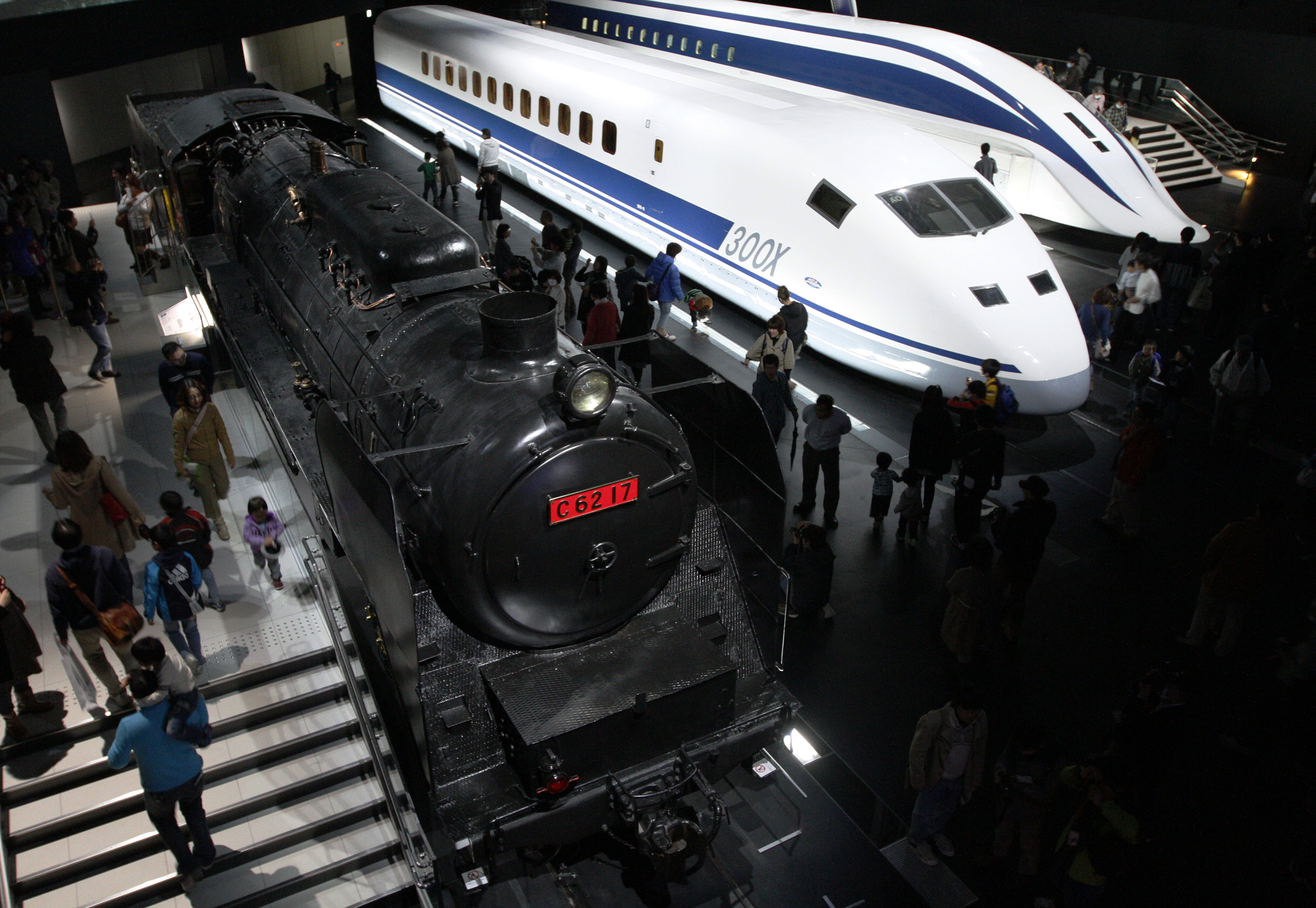
왼쪽에서, C62 17, 신칸센 955형, MLX01
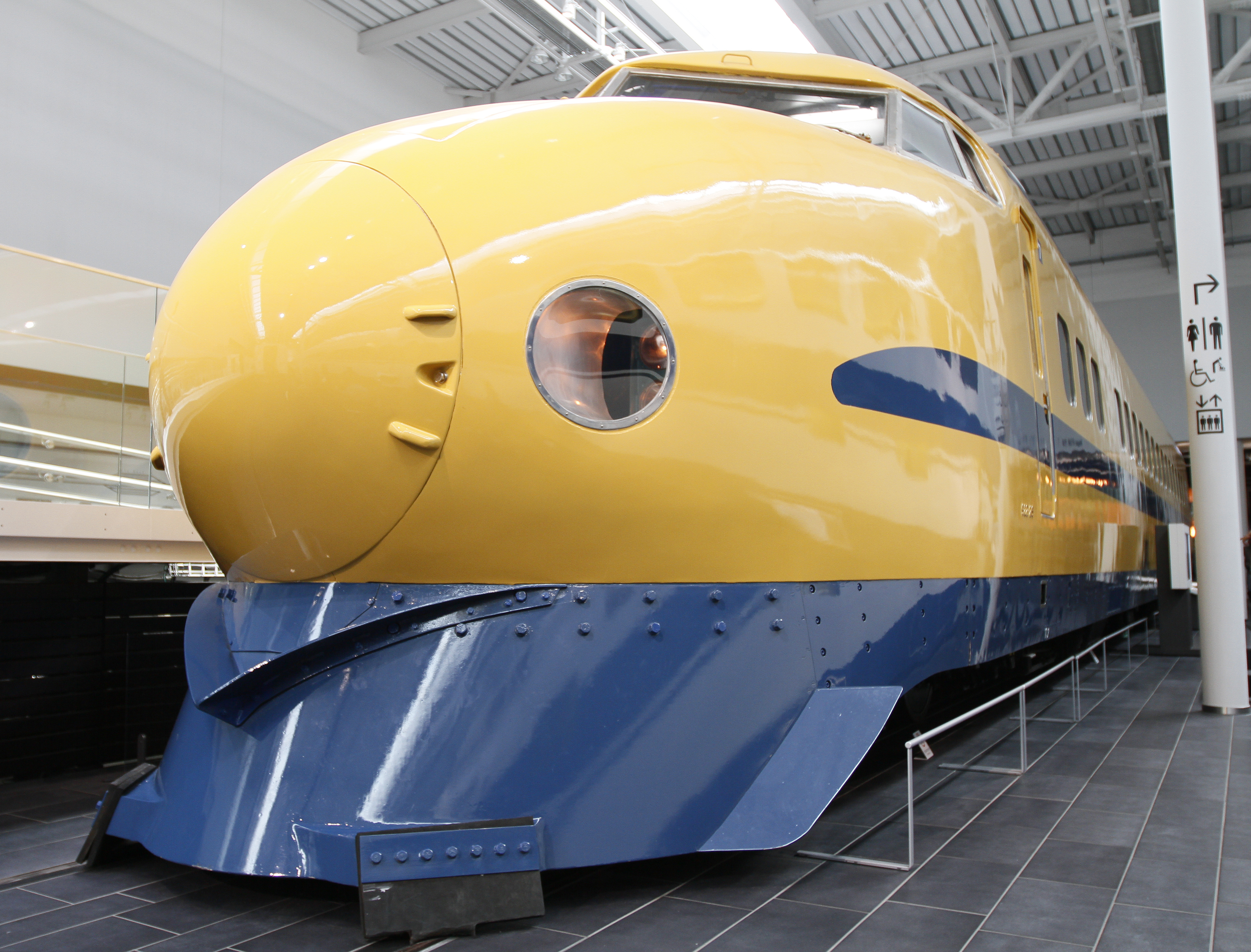
신칸센 922형
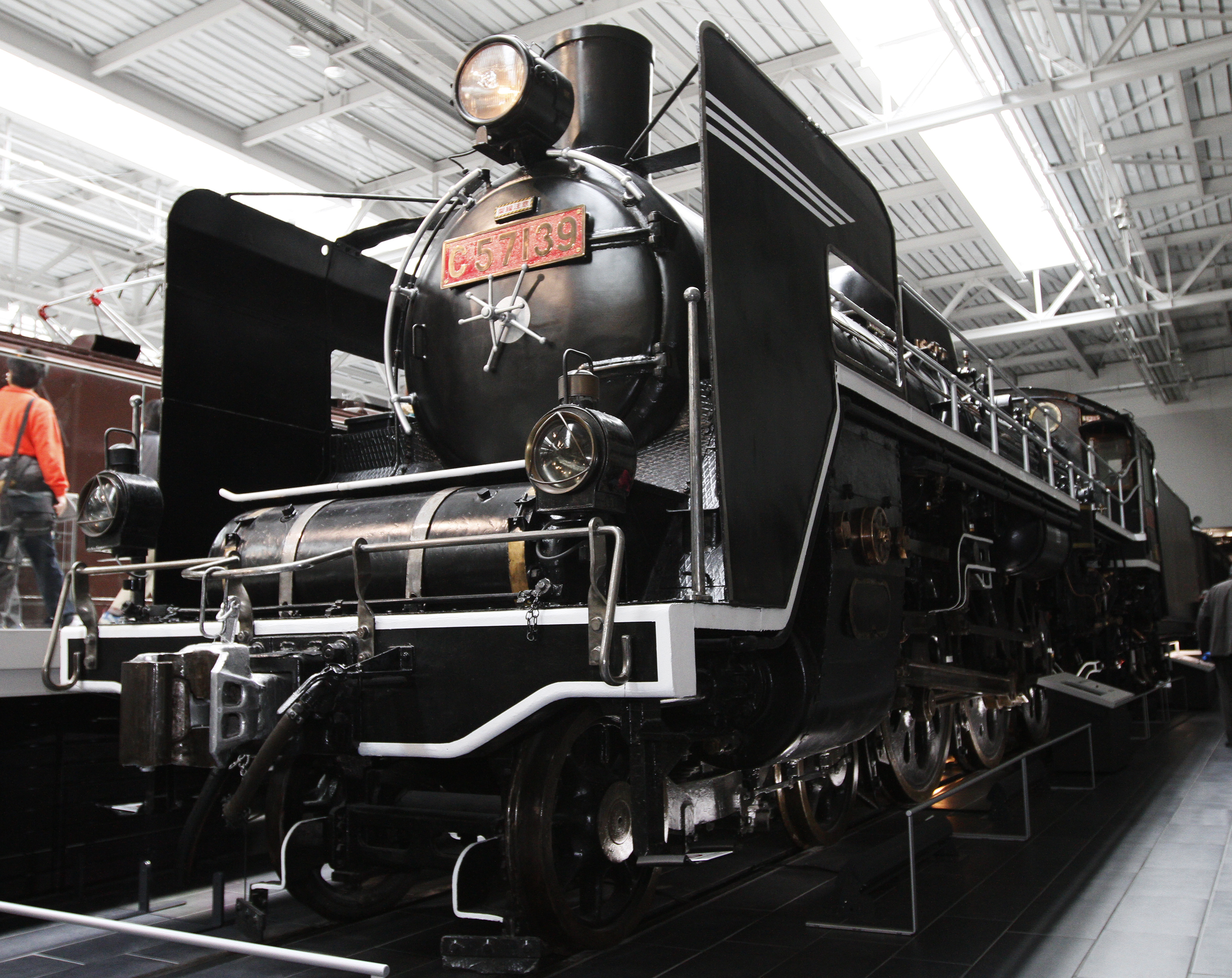
C57 139
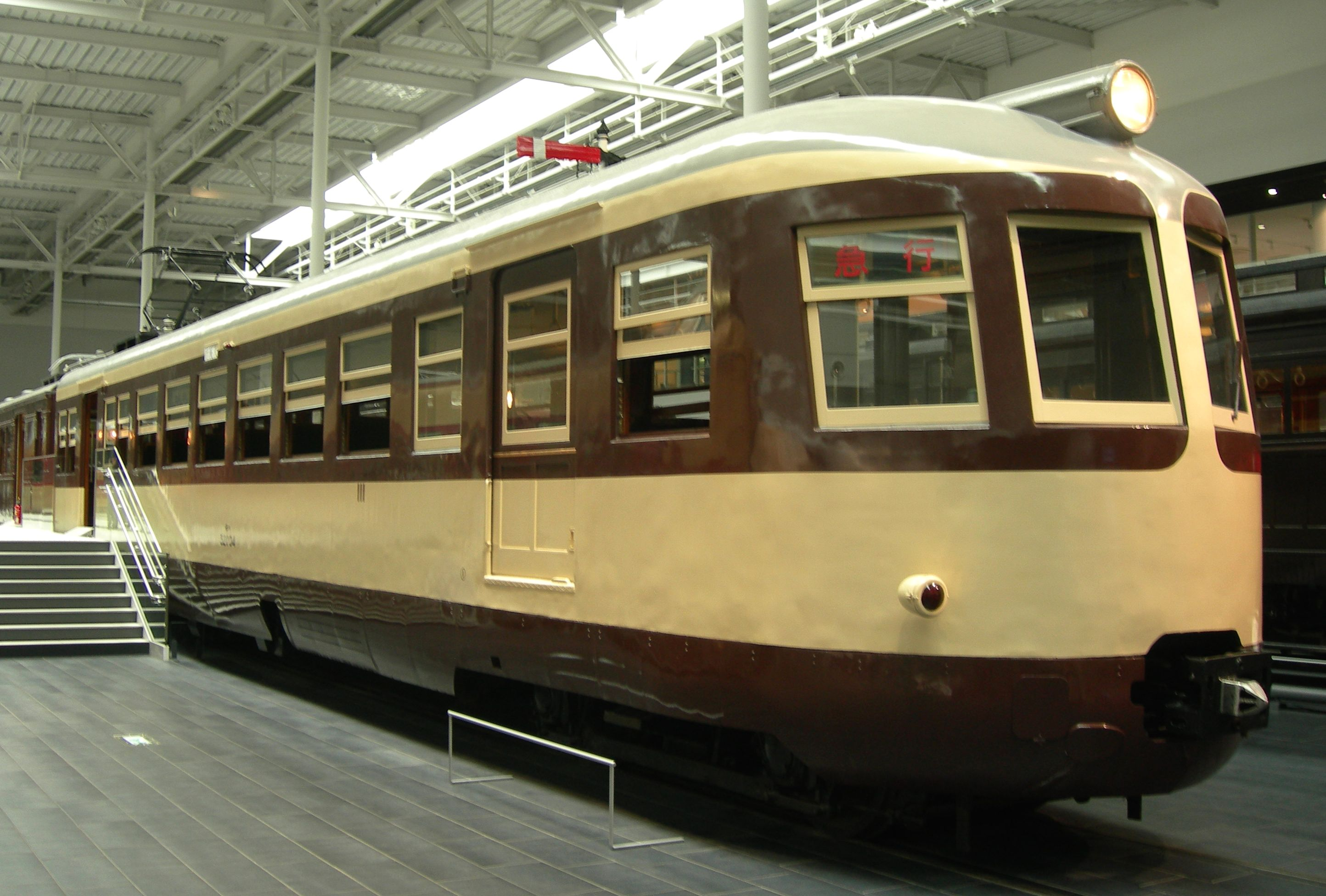
모하52형
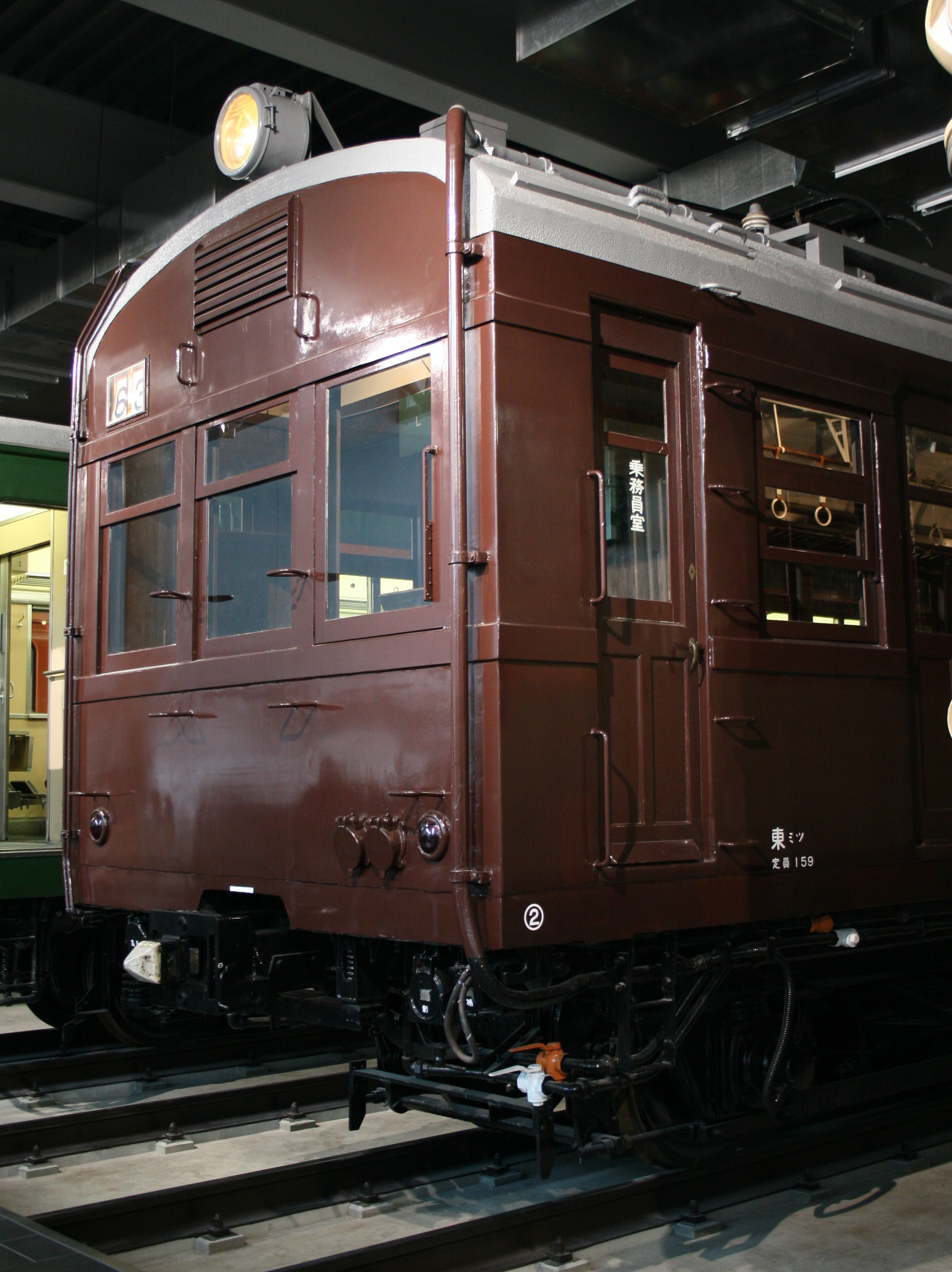
모하63형
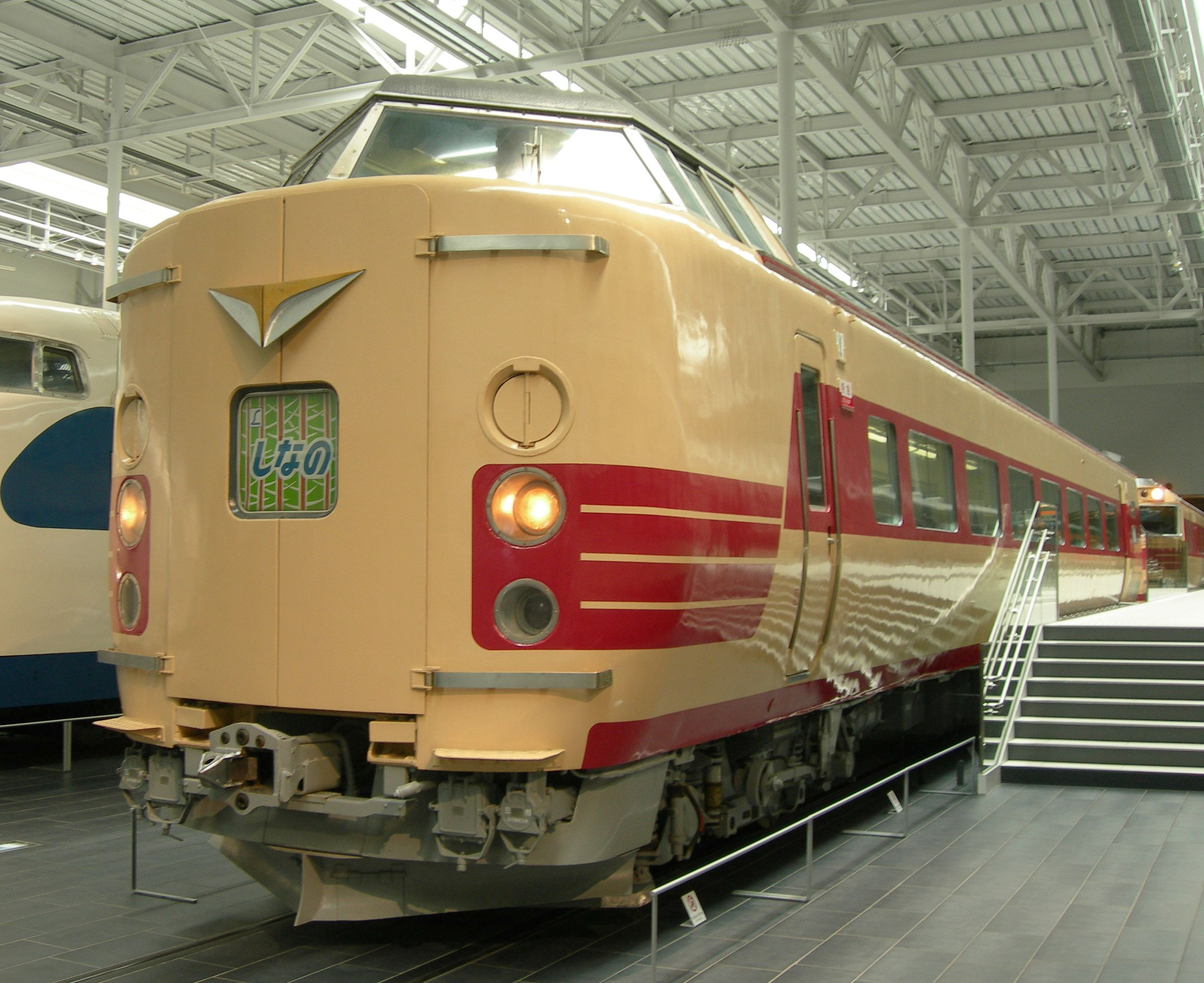
381계
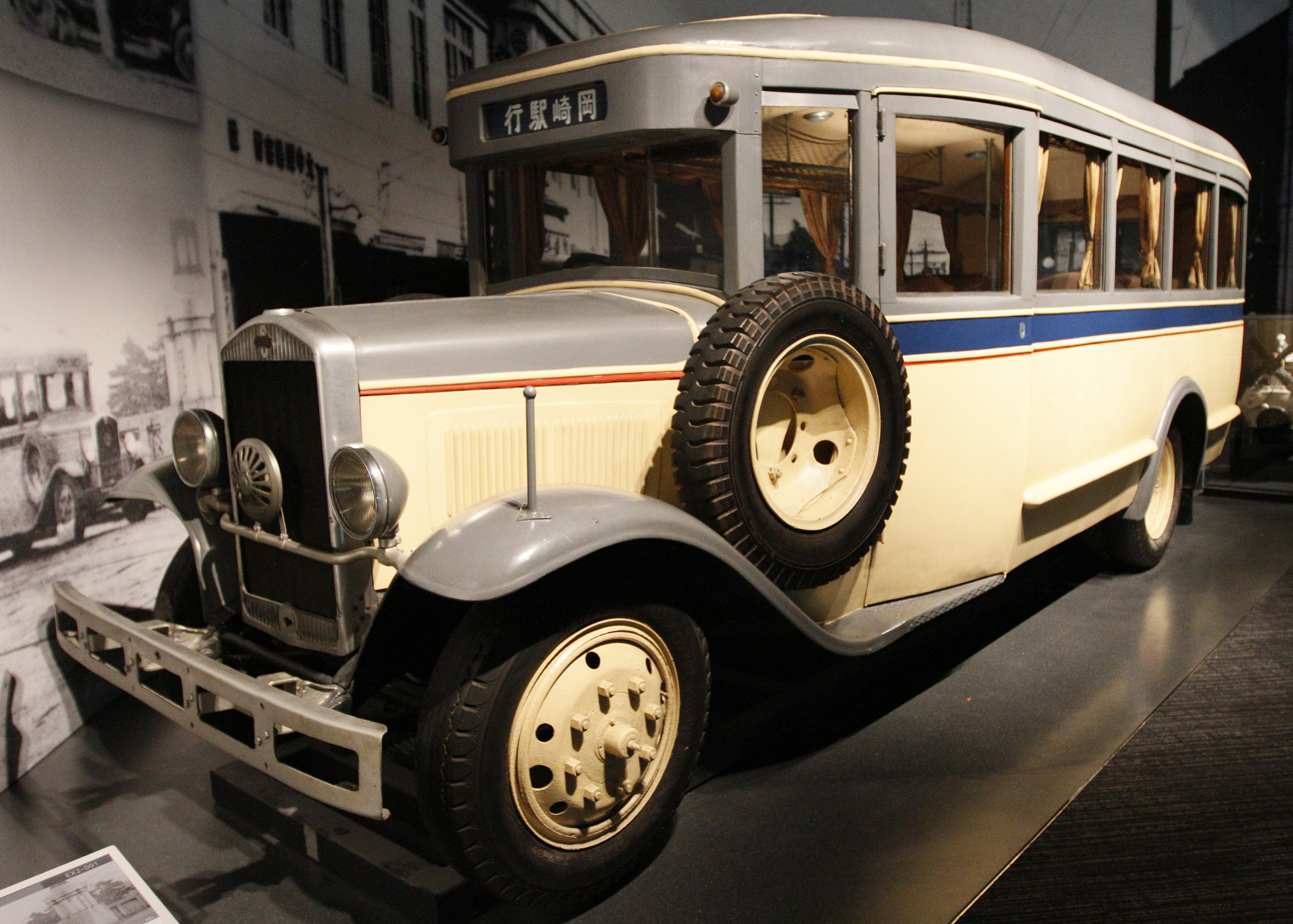
일본국유철도 자동차국 버스 차량

## 같이 보기
- 철도박물관 (일본)